# Pierre de La Châtre
Pierre de La Châtre fut le soixante-sixième archevêque de Bourges, de 1141 à 1171.

## Biographie
En 1141, Albéric (aussi appelé Aubry), soixante-cinquième archevêque de Bourges, décède et laisse son siège vacant. Le candidat Pierre de La Châtre est proposé à la succession. Il est le neveu ou cousin du cardinal Aimeri (ou Aymerich), lequel n'est autre que le chancelier du pape Innocent II. Mais le roi Louis VII de France, dit le Jeune, voulant attribuer le siège archiépiscopal à son nouveau chancelier Cadurc, interdit de voter pour Pierre de La Châtre. Bien que ce dernier soit toutefois élu régulièrement, le roi lui refuse d'entrer dans Bourges, ville royale.
Afin de faire part de sa situation, Pierre de La Châtre se rend à Rome où le pape le consacre personnellement. Le souverain pontife jette alors l’interdit sur toutes les terres de l'archevêché ainsi que sur Louis VII. Rentré en France, Pierre de La Châtre n'a pas d'autre choix que de se réfugier en Champagne, sous l'invitation de Thibaut IV de Blois, comte de Champagne. Il s'ensuit une période de troubles qui ensanglante le Berry et qui voit l'incendie de l'abbaye de Saint-Satur par des gentilshommes berrichons favorables au roi.
Afin de punir la Champagne qui a donné refuge à Pierre de La Châtre, l'armée royale assiège Vitry-en-Perthois. La ville est incendiée avec son église où mille trois cents personnes qui s’y étaient réfugiées trouvent une mort atroce dans les flammes.
Il faut attendre le décès d’Innocent II le 24 septembre 1143 pour arriver à un traité de paix. Sous les encouragements du nouveau pape Célestin II, lequel lève l'interdit sur Louis VII, la Champagne est évacuée et Pierre de La Châtre peut enfin s’installer à Bourges.
Avec Louis VII, il participe à la deuxième croisade prêchée par saint Bernard de Clairvaux. Il meurt à Bourges en 1171.